# Березовичи (Могилёвская область)
Березовичи (бел. Бярэзавічы) — деревня в Бобруйском районе Могилёвской области Беларуси. Входит в состав Слободковского сельсовета.

## География
Деревня находится в юго-западной части Могилёвской области, при автодороге Р-43, на расстоянии 3 километров западу от города Бобруйска, административного центра района. Абсолютная высота — 149 метров над уровнем моря. Площадь населённого пункта — 1,0484 км².

## История
Деревня известна с XIX века.
По состоянию на 1907 год, в Верезовичах имелось 30 дворов и проживало 155 человек. В административном отношении входила в состав Горбацевичской волости Бобруйского уезда Минской губернии.
В 1929 году, в ходе проведения коллективизации, был образован колхоз «За власть Советов».

## Население
По данным переписи 2019 года, в деревне проживало 505 человек.
| Год  | Население, человек |
| ---- | ------------------ |
| 1897 | 139                |
| 1907 | ↗ 155              |
| 1917 | ↗ 236              |
| 1926 | ↘ 205              |
| 1959 | ↗ 419              |
| 1970 | ↗ 444              |
| 1986 | ↘ 405              |
| 2009 | ↘ 251              |
| 2019 | ↗ 505              |